# Calydna charila
Calydna charila är en fjärilsart som beskrevs av William Chapman Hewitson 1854. Calydna charila ingår i släktet Calydna och familjen Riodinidae. Inga underarter finns listade i Catalogue of Life.

## Bildgalleri

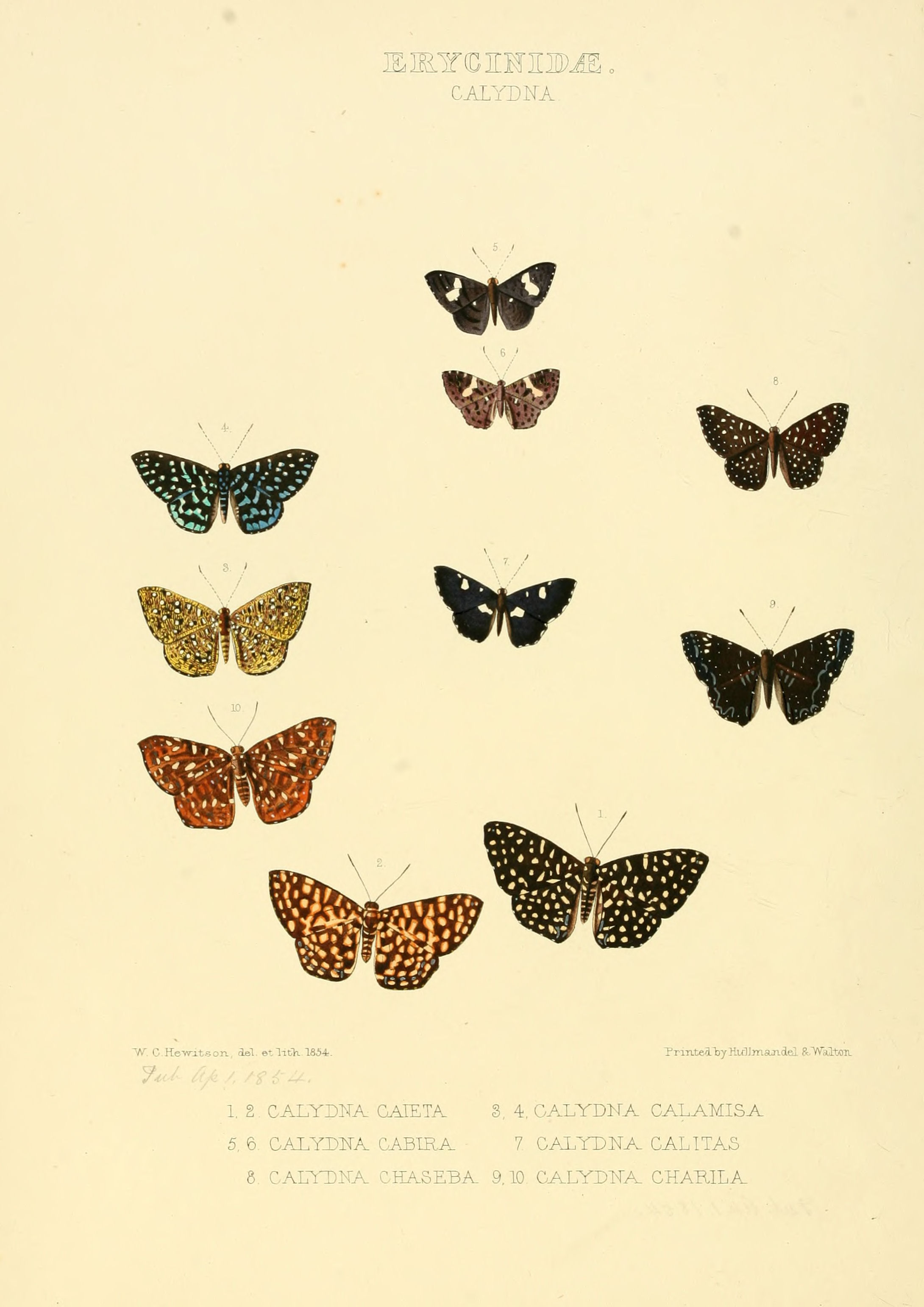